# Alyssa Polites
Alyssa Polites (* 2. Februar 2003 in Melbourne) ist eine australische Radrennfahrerin.

## Sportlicher Werdegang
Polites begann als Kind mit Radsport, nach ihrer Aussage aus Eifersucht auf ihren jüngeren Bruder, der ein Fahrrad geschenkt bekommen hatte. Als Juniorin gewann sie 2020 und 2021 drei australische Meistertitel auf der Straße und vier auf der Bahn.
Einen ersten Titel in der Elite gewann Polites im Madison bei den australischen Meisterschaften 2022 zusammen mit Maeve Plouffe. Zuvor war sie Dritte bei den australischen Straßen-Meisterschaften und damit U23-Meisterin geworden. 2023 wurde sie Profi bei Jayco AlUla, einem australischen WorldTeam. Ihre Saison war von Krankheiten, Verletzungen und Unfällen geprägt, so dass sie nur ein einziges Rennen zu Ende fahren konnte und 2024 dem Entwicklungsteam zugeordnet wurde. Auch ihr zweites Jahr war nicht erfolgreich, so dass sie das Team Ende des Jahres verließ.
Anfang 2025 nahm Polites für die australische Nationalmannschaft an der Tour Down Under teil, einem Rennen der WorldTour, und gewann dort die Bergwertung.

## Verschiedenes
Parallel zu ihrer sportlichen Karriere studiert Polites Sportwissenschaft und Sportmanagement an der Deakin University.

## Erfolge

### Straße
2020
 Australische Meisterin (Junioren) – Einzelzeitfahren
2021
 Australische Meisterin (Junioren) – Straßenrennen, Einzelzeitfahren
2022
 Australische Meisterin (U23) – Straßenrennen
 Ozeanien-Meisterschaften (U23) – Einzelzeitfahren
2025
Bergwertung Tour Down Under

### Bahn
2021
 Australische Meisterin (Junioren) – Punktefahren, Einerverfolgung, Madison (mit Lucinda Stewart), Mannschaftsverfolgung (mit Sophie Maar, Hayley Jenkins und Lucinda Stewart)
2022
 Australische Meisterin – Madison (mit Maeve Plouffe)
 Ozeanien-Meisterschaften – Mannschaftsverfolgung (mit Sophie Edwards, Amber Pate und Alexandra Martin-Wallace)
 Ozeanien-Meisterschaften – Einerverfolgung